# 元景式
元景式（6世紀？—559年7月17日），名颜，字景式，以字行，河南郡洛阳县（今河南省洛阳市东）人，追尊魏景穆帝拓跋晃玄孙，北魏骠骑大将军、尚书令、领国子祭酒、东平文贞王元略之子，元魏宗室。

## 生平
元景式在元略死后承袭了父亲的东平王爵位，将原有的住宅施舍为追先寺。东魏武定年间官至北广平郡太守。北齐接受禅让后，元景式的爵位依例降低。
北齐天保十年（559年），太史上奏说：“今年应当除旧布新。”齐文宣帝高洋对元韶说：“汉光武帝刘秀什么原因可以中兴汉朝？”元韶说：“是因为诛杀刘氏宗族没有杀尽。”齐文宣帝于是诛杀元氏宗族来做厌胜之术，在五月癸未（559年7月17日）诛杀了元世道和元景式等二十五家，其余十九家也都被囚禁限制行动。

## 家庭

### 父母
- 元略，北魏骠骑大将军、尚书令、领国子祭酒、东平文贞王
- 卢真心，出自范阳卢氏北祖第四房，北魏持节、都督济州诸军事、左将军、济州刺史、光禄大夫卢尚之之女[1]

### 姐妹
- 元摩利[1]
- 元足华[1]
- 元定华[1]